# 犬山祭

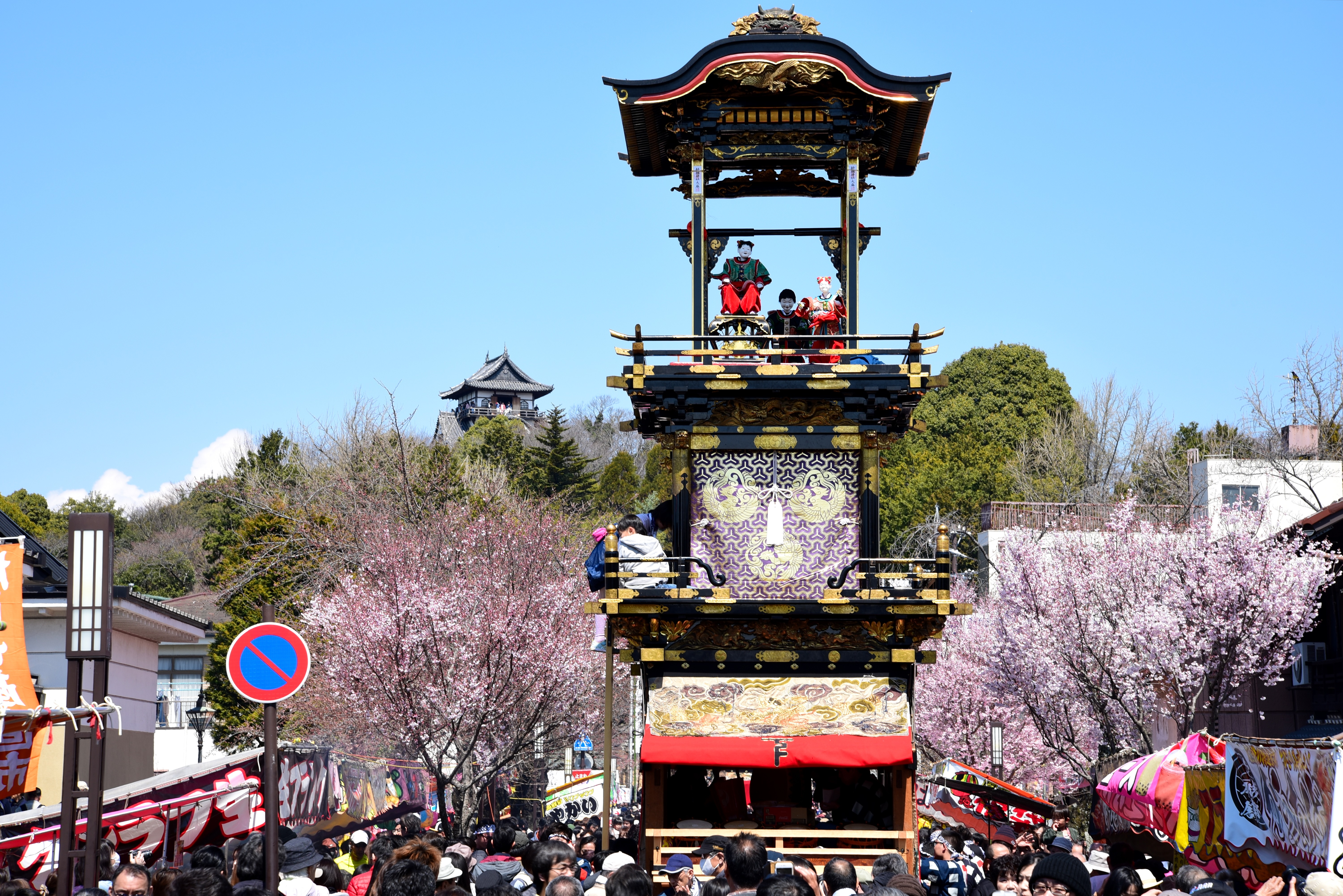
犬山城と車山

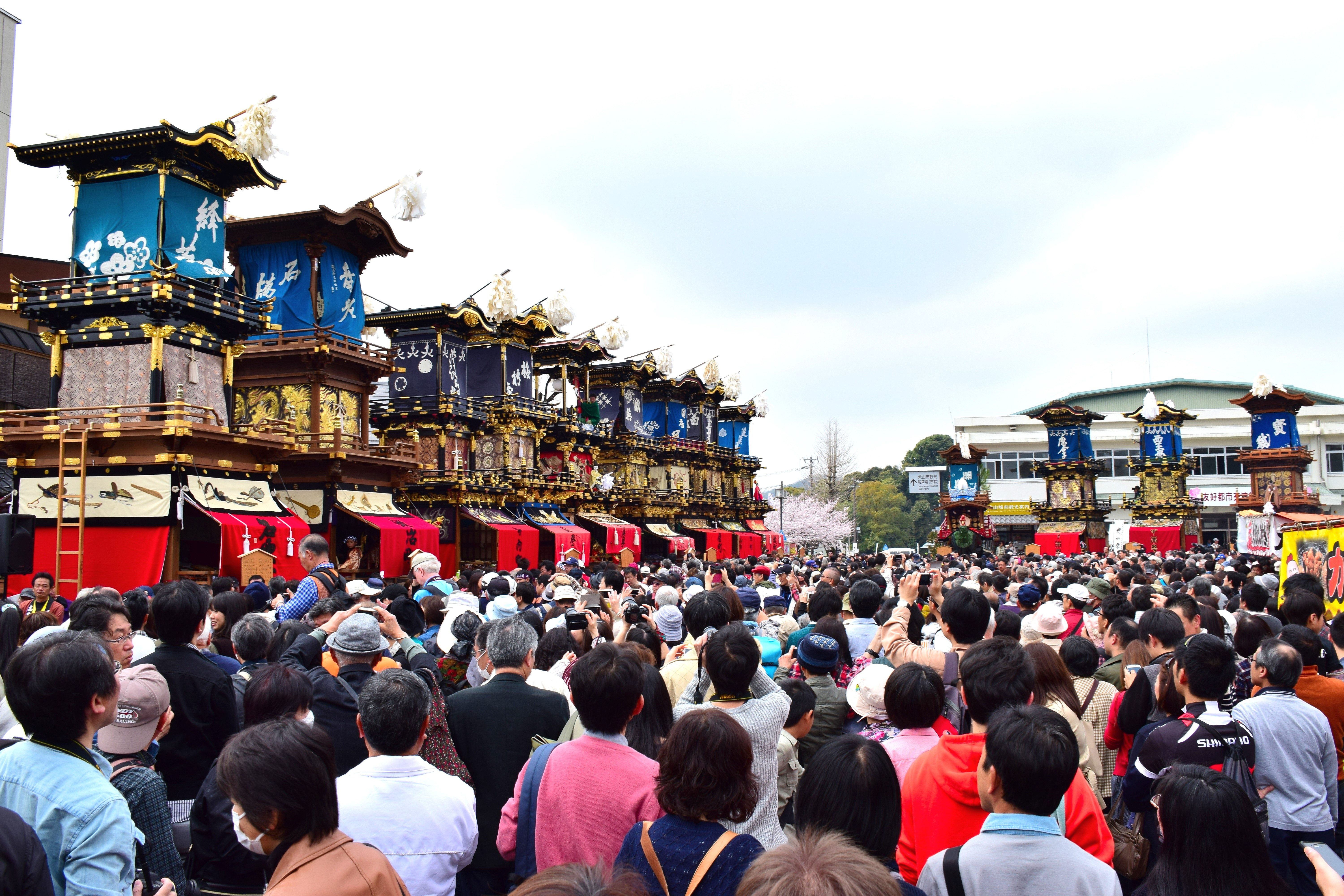
13台の車山が揃う

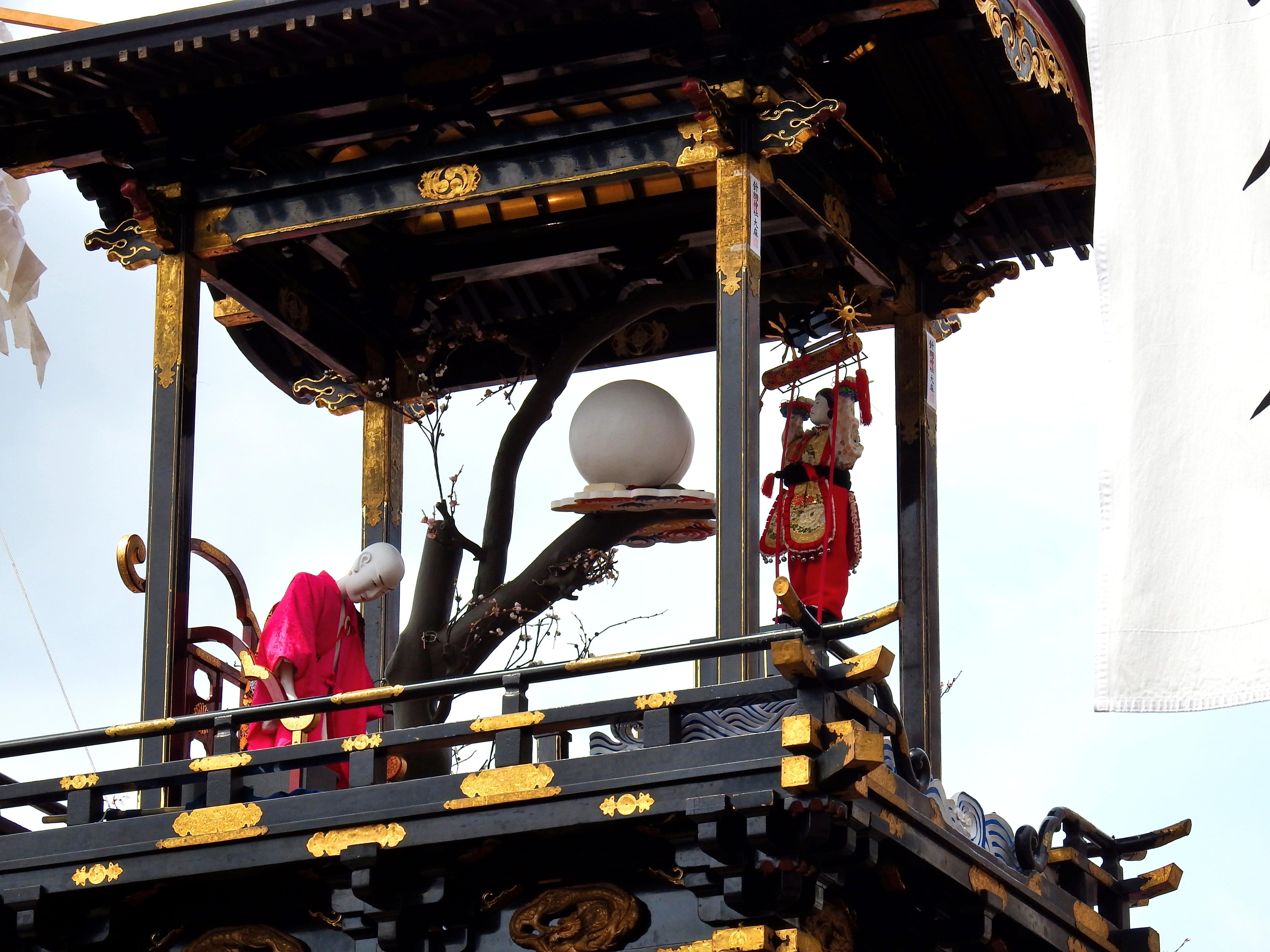
奉納からくり人形

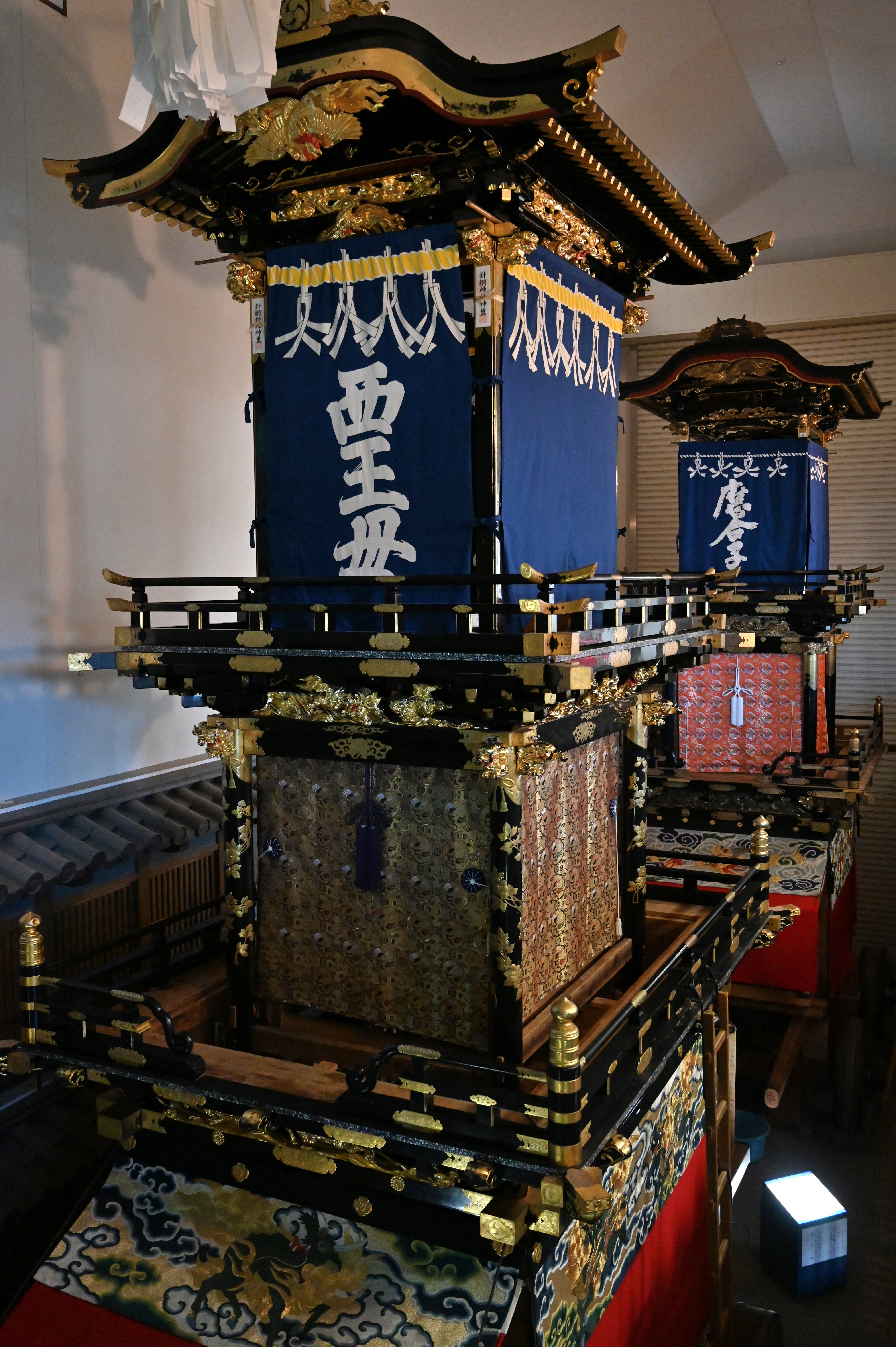
車山の展示（どんでん館）

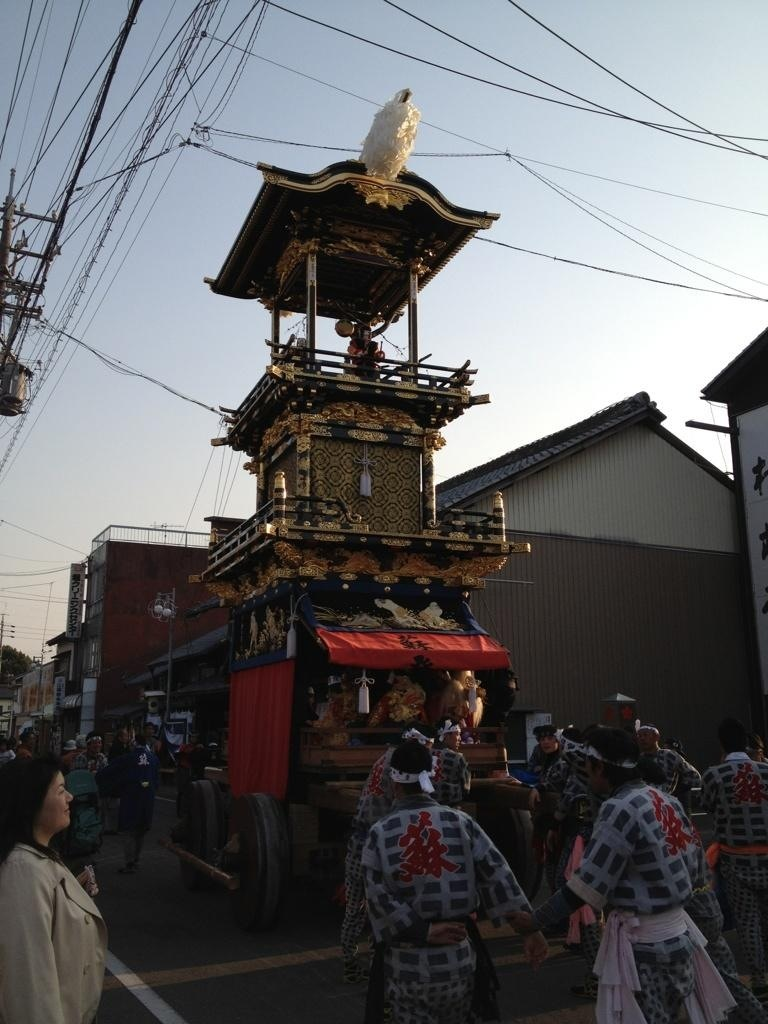
犬山の町を巡行する車山、写真は梅梢戯

犬山祭（いぬやままつり）とは、愛知県犬山市にて、毎年4月の第1週の土曜日、日曜日に行われる、針綱神社の春季祭礼である。祭礼は国の重要無形民俗文化財に指定されている。犬山祭保存会によって組織化して運営されている。

## 祭の概要
1日目を「試楽（しんがく）」、2日目を「本楽（ほんがく）」と呼ぶ。城下町であった13の（縦横の通りの1ブロック毎に下本町、中本町、魚屋町、寺内町などの名称がある）各町より、犬山では「車山」と書いて「やま」と呼ばれる13輌の山車が曳き回される。「試楽」では、車山が針綱神社へ向かい、からくりを奉納する。その後1年分を表す365個の提灯に載せ変え、早い町内では18時30分から21時30分ごろまで提灯に火を点して町内を巡る。夜の部については「夜車山（よやま）」と呼び分けている。「本楽」は針綱神社で神事が行われ、13町の車山と共に3町（内田、坂下大本町、鵜飼町）の練り物も同神社へ集結する。また、曳き手（手古衆）達が力を合わせ車山の一方を持ち上げ一気に半回転することは「どんでん」と呼ばれる。
2006年（平成18年）3月15日には「犬山祭の車山行事」として国の重要無形民俗文化財に指定されている。また車山（山車）13輌は、1964年（昭和39年）に愛知県の有形民俗文化財に指定されている。

2016年（平成28年）12月1日には、「山・鉾・屋台行事」としてユネスコ無形文化遺産に登録された。

## 車山（やま）の構造
「車山」とは他地域の祭における山車や曳山のことで、他では2層が多いが、犬山では3層の構造となっている。これは「犬山型」とも呼ばれ、下層がお囃子所、最上層にはからくりが置かれ、中層は「中山」と呼ばれて最上層のからくりを動かす層となっている。1964年（昭和39年）に愛知県の有形民俗文化財に指定され、犬山駅東口のロータリーにはこの車山をイメージしたオブジェが置かれている。
各町の車山の名称は、枝町（愛娜街）：遊漁神、魚屋町：眞先、下本町：應合子、中本町：西王母、熊野町：住吉臺、新町：浦嶌、本町（第一街）：咸英、練屋町：國香欄、鍛冶屋町：壽老臺、名栗町：綘英、寺内町：老松、余坂町：寳袋、蘇登町：梅梢戯　である。なお、蘇登町→外町、壽老臺→寿老台のように、簡略化されて表現することもある。

## 起源
愛知県の資料によると、同市北部に所在する針綱神社の祭礼に対して、1635年（寛永12年）より下本町、魚屋町からの練り物が出されたことに始まったとされている。1641年（寛永18年）には、同・下本町により「車山」が出され、からくりが奉納された。車山は、1644年（寛永20年）より魚屋町、後には1649年（慶安2年）の頃、犬山城主成瀬正虎によって奨励されたこともあり、他の城下各町村においても出されるようになった。

## 犬山お城まつりと犬山祭
「犬山祭」は当初、針綱神社が移転した旧暦の8月27日（試楽）・28日(本楽)に開催されていたが、1898年（明治31年）に新暦4月27日・28日へ変更され、1907年（明治40年）に同17日・18日、1908年（明治41年）に4月7日・8日へ変更された。
「犬山お城まつり」は、財政的かつ人的により多くの支援を求める形で、1996年（平成8年）より3月下旬に開催されるようになった。これは犬山祭保存会、犬山観光協会、犬山商工会議所、（社）犬山青年会議所が主催四団体となり発足された。犬山祭はその一環事業という位置づけ（最終2日）となる。この組織が立ち上がったことにより、針綱神社祭礼としての犬山祭の運行計画も変更された。たとえば、試楽祭（土曜日）では、「駅前組」「神社組」に分かれることにより、毎年土曜日に挙行されていた神社前広場での夜車山総ぞろえが姿を消すことになった。2004年（平成16年）の例では、「春の犬山お城まつり」が3月20日にオープニングセレモニー、犬山祭試楽祭が4月3日、本楽祭が4月4日に開催された。
1998年（平成10年）からは10月にも「秋の犬山お城まつり」が開催されるようになり、数輌の車山巡行と「からくり夢競演」と題して13町内のからくりと有志によるからくり披露が針綱神社前広場で実施されていた。2003年（平成15年）の初日（10月25日）には車山13両、2004年（平成16年）にも車山を12両が針綱神社に集結するなどの豪華な祭が行われた（博覧会協会からも補助金が出された）。しかし2005年（平成17年）には財政難で秋の方は中止の危機に瀕し、市からの補助金に出来る限り依存しない「城下町秋まつり」へ変更された。車山の巡行は再び春のみに行われることとなっている。2007年（平成19年）、春の「犬山お城まつり」の一環として実施されていた犬山祭「宵まつり」を廃止し、その予算を原資として「城下町秋まつり」の一環事業のような形で秋季の車山揃えが実現した（10町内のみ参加）。

## どんでん館
市内にあるどんでん館には4輌の車山が常設展示されており、祭礼以外でも間近で車山を見ることができ、祭りの雰囲気を味わえる。

## 車山の遠征
犬山市の友好姉妹都市である富山県中新川郡立山町にて、1987年（昭和62年）7月26日に行なわれた立山まつりで、2輌の車山を犬山以外では初めて練り回した。午後3時から天満宮での開会式のあと、途中で人形の逆立ちや、早変わりのからくりを披露しながら、曳き手の勇ましい掛け声、囃し手の子供達の笛、太鼓の音に合わせ、80人ほどによってゆっくりと電線を外した町中を練り回した。
- 参加した車山 - 中本町（西王母）・外町（梅梢戯）[3]